# Teatro Colón
Teatro Colón  je glavna operna hiša v Buenos Airesu v Argentini. National Geographic jo je ocenil kot eno izmed desetih najboljših opernih hiš na svetu in akustično velja za pet najboljših koncertnih prizorišč na svetu.
Sedanji Colón je nadomestil prvo gledališče, ki so ga odprli leta 1857. Proti koncu stoletja je postalo jasno, da je potrebno novo gledališče, po 20-letnem postopku pa se je sedanje gledališče odprlo 25. maja 1908 z opero Aida Giuseppeja Verdija.
Teatro Colón so obiskali najpomembnejši pevci in operna podjetja tistega časa, ki so včasih odhajali v druga mesta, vključno z Montevideom, Rio de Janeirom in Sao Paulom.
Po tem obdobju velikega mednarodnega uspeha, je postal propad gledališča jasen in načrtovali so obsežne prenove. Po začetnih delih za obnovo in rokom do leta 2005 je bilo gledališče zaprto zaradi prenove od oktobra 2006 do maja 2010. Ponovno je bilo odprto 24. maja 2010 s programom za sezono 2010.

## Zgodovina
Teatro Colón je deloval v dveh stavbah, prva je bila na Plaza de Mayo do leta 1888 in druga pred Plaza Lavalle, ki so jo gradili 20 let do otvoritve leta 1908. V tem mestu je bila prej postaja Park, prva železniška postaja Argentinske republike kot uprava zahodne železnice v Buenos Airesu. [4] [5]
V svoji zgodovini so v gledališču Colón nastopali glavni akterji opere, klasične glasbe in svetovnega baleta, kot so Arturo Toscanini, Enrico Caruso, Regina Pacini, Ana Pavlova, Maja Plisecka, Margot Fonteyn, Mihail Barišnikov, Antonio Gades, Richard Strauss, Igor Stravinski, Camille Saint-Saens, Manuel de Falla, Aaron Copland, Herbert von Karajan, Leonard Bernstein, Mstislav Rostropovič, Zubin Mehta, Maria Callas, Renata Tebaldi, Yehudi Menuhin, Pau Casals, Rudolf Nurejev, Maurice Béjart, Plácido Domingo, José Carreras, Luciano Pavarotti, Lily Pons, Marina de Gabaráin, Victoria de los Ángeles, Montserrat Caballé, Kiri Te Kanawa, med drugimi in argentinski umetniki, kot je Adelaida Negri , Héctor Panizza, Alberto Ginastera, Jorge Donn, Norma Fontenla, José Neglia, Olga Ferri, Julio Bocca, Maximiliano Guerra, Paloma Herrera, Daniel Barenboim, Martha Argerich, Astor Piazzolla, Aníbal Troilo in Osvaldo Pugliese. V zadnjem desetletju tu igrajo tudi drugi priljubljeni umetniki, kot so Chris Cornell, Katherine Jenkins, Sarah Brightman, Joss Stone, Branford Marsalis.
Med glavnimi dogodki v zgodovini gledališča sta ustanovitev trdnih teles v dvajsetih letih 20. stoletja in njegova municipalizacija leta 1931. Leta 1946 je peronizem promoviral politiko odprtosti do popularne glasbe in večjo demokratizacijo javnosti, ki se je vrnila po strmoglavljenju leta 1955 in spet nadaljevala, ko si je demokracija leta 1983 opomogla.
Leta 2006 so se začela popolna obnovitvena dela, ki so se nadaljevala do leta 2010, ko je bilo 24. maja gledališče ponovno odprto v spomin na dvestoletnico Argentine.

## Prvo gledališče Teatro Colón
Prvi Teatro Colón je zasnoval Charles Pellegrini in se je več kot 30 let izkazal za uspešno prizorišče z 2500 sedeži z vključeno ločeno galerijo, rezervirano samo za ljudi, ki so žalovali. Gradnja se je začela leta 1856 in končala leta 1857. To so proslavili z otvoritvijo 27. aprila 1857 z Verdijevo Traviato, le štiri leta po italijanski premieri. V produkciji sta nastopili Sofia Vera Lorini kot Violetta in Enrico Tamberlik kot Alfredo.
To gledališče je bilo zaprto 13. septembra 1888, da bi odstopilo prostor novi izboljšani stavbi, ki so jo dvajset let kasneje odprli na ulici Libertad s pogledom na Plaza Lavalle. V tistem obdobju je bila kriza leta 1890 in njeni učinki vzrok za zamudo pri dokončanju tega drugega gledališča.
Pred gradnjo sedanjega gledališča Teatro Colón so operne predstave uprizarjali v več gledališčih, od katerih sta bili najpomembnejši prvi Teatro Colón in Teatro Opera. Glavno podjetje, ki je nastopalo v Teatro Opera, se je leta 1908 preselilo v Teatro Colón. Vendar pa so večja podjetja nastopila tudi v Teatro Politeama in Teatro Coliseo, ki sta se odprli leta 1907.

## Sedanji Teatro Colón

### Značilnosti
Gledališče omejujejo široka avenija 9 de Julio (tehnično ulica Cerrito), ulica Libertad (glavni vhod), ulici Arturo Toscanini in Tucumán. Stoji v središču mesta, na mestu, ki ga je nekoč zasedala postaja Plaza Parque Ferrocarril Oeste.
Avditorij ima obliko podkve, ima 2487 sedežev (malo več kot kraljeva operna hiša v Covent Gardnu v Londonu), stojišče za 1000 gledalcev in oder, ki je širok 20 m, visok 15 m in globok 20 m. Stavba ima 6 nadstropij nad tlemi in 3 pod tlemi, 7 dvigal. Ima velik osrednji lestenec s 700 žarnicami. Prvotni arhitekt je bil Italijan Francesco Tamburini; po njegovi smrti ga je dokončal belgijski arhitekt Julio Dormal. Prvotni avditorij je imel »osem lož s kovinskimi rešetkami in ločen vhod, tako da so se žalovalci lahko še vedno udeleževali predstav, a so ostali dostojno zaščiteni pred javnostjo«. 
Akustika velja za tako dobro, da jo uvršča med pet najboljših prizorišč na svetu. Podobnega mnenja je bil tudi Luciano Pavarotti.

### Uvodna in poznejša zgodovina
Sedanje gledališče, drugo s tem imenom, je bilo odprto 25. maja 1908 po dvajsetih letih gradnje, z Aido pa ga je odprlo italijansko podjetje v režiji Luigija Mancinellija in tenorista Amedea Bassija, sopranistke Lucia Crestani (kot Aida). Druga predstava je bil Thomasov Hamlet z baritonom Titta Ruffa. V uvodni sezoni je bilo izvedenih sedemnajst oper z znanimi zvezdniki, kot so Ruffo, Feodor Chaliapin v Boitovih Mefistofelah, Antonio Paoli v Verdijevem Otellu.
Temelj sedanjega gledališča Teatro Colón je bil postavljen leta 1889 pod vodstvom arhitekta Francesca Tamburinija in njegovega učenca Vittorija Meana, ki je gledališče v italijanskem slogu zasnoval v obsegu in z udobjem, ki je ustrezalo evropskem. Vendar so sledile zamude zaradi finančnih težav, prepirov glede lokacije, smrti Tamburinija leta 1891, umora Meana leta 1904 in smrti Angela Ferrarija, italijanskega poslovneža, ki je financiral novo gledališče. Stavba je bila končno dokončana leta 1908 pod vodstvom belgijskega arhitekta Julia Dormala, ki je naredil nekaj sprememb v strukturi in pustil pečat v francoskem slogu dekoracije. Bas-reliefi in doprsni kipi na fasadi so delo kiparja Luigija Trinchera.
Na odprtju gledališča 25. maja, Día de la Patria v Argentini, je bila uprizorjena Verdijeva Aida in hitro je postalo svetovno znano operno prizorišče, ki je tekmovalo z  La Scalo in Metropolitansko opero ter privabilo večino najboljših opernih pevcev in dirigentov na svetu.
Teatro Colón so leta 1910 bombardirali anarhisti; Georges Clemenceau je bil med napadom prisoten v Argentini. Bomba je pristala sredi orkestra. Clemenceau napad opisuje takole: »Z grozo ni mogoče pretiravati. Višji uradnik mi je povedal, da še nikoli ni videl takšnih luž krvi. Ranjene so odpeljali, kolikor se je dalo, sobo pa izpraznili kriki besa… in materialna škoda, popravljena tekom dneva, ki je sledil, nobena ženska ni zamudila predstavitve jutrišnjega dne. To je lepa karakterna lastnost, ki še posebej časti ženski element argentinskega naroda. Nisem povsem prepričan, da bi bila v Parizu dvorana v takih primerih polna«.
V Colónu so skupaj z argentinskimi plesalci in klasičnimi instrumentalisti nastopali baletni zvezdniki. Sem je bila vključena prima balerina Lida Martinoli. Ko se je upokojila s plesa, je Martinolijeva začela koreografirati. Umrla je v Santa Feu. Tragično letalsko smrt dveh najbolj znanih med njimi, Norme Fontenle in Joséja Neglie, so obeležili s spomenikom na sosednjem trgu Lavalle.
Z odlično akustiko in sodobnimi scenskimi deli je notranjost gledališča bogata s škrlatom in zlatom. Kupola vsebuje platno, ki ga je leta 1966 med prenovami naslikal Raúl Soldi, umetnik 20. stoletja.

### Prenova 2005 – 2010
V zadnjih letih je glede na politične in gospodarske razmere v Argentini Teatro Colón precej trpel, vendar se je začelo obdobje počasnega okrevanja. V gledališču so izvedli obsežno fazno prenovo notranjosti in zunanjosti, sprva v času, ko je bila hiša še odprta, konec decembra 2006 pa so dejavnosti prenehale, da bi omogočili popolno prenovo.
Sprva je »tisto, kar je bilo načrtovano kot 18-mesečna, 25 milijonov dolarjev vredna prenova s 500 delavci, ki bo predvidoma maja 2008 ponovno odprta z Aido, je postalo triletna 100-milijonska ekstravaganca s 1500 delavci, vključno s 130 profesionalnimi arhitekti in inženirji«. Poleg tega je bil za odprtje leta 2011 predviden zunanji oder na prostem. Vsega skupaj je bilo posodobljenih 60.000 kvadratnih metrov, tako znotraj kot zunaj.
Nekatere zadnje predstave tik pred zaprtjem stavbe gledališča so bile Labodje jezero 30. septembra z baletom Estable del Teatro Colón in Buenos Airessko filharmonijo (Orquesta Filarmónica de Buenos Aires) in 28. oktobra opera Boris Godunov z Orquesta Estable del Teatro Colón in hišnim zborom.
Končna predstava gledališča pred zaprtjem prenovitvenih del leta 2005 je bil koncert 1. novembra, v katerem je igrala folklorna pevka Mercedes Sosa v izvedbi z Argentinskim nacionalnim simfoničnim orkestrom pod dirigentskim vodstvom Pedra Ignacia Calderóna.
Medtem ko je bilo prvotno načrtovano, da se bo odprlo pravočasno do stoletnice 25. maja 2008, so zamude to preprečile, hiša pa je bila dokončno odprta s slavnostnim koncertom in 3D animacijami 24. maja 2010, na predvečer svojega 102. rojstnega dne in dvestoletnice Argentine. Izvedena sta bila Labodje jezero Čajkovskega in 2. dejanje Puccinijeve La bohème. Zasebni koncert za preizkus akustike, ki so se ga udeležili zaposleni, arhitekti in drugi, ki so sodelovali pri prenovi, se je zgodil 6. maja 2010.

## Galerija
- Zlata soba (Salón Dorado)
- Koncertna dvorana in oder
- Alegorične stropne freske, ki jih je naslikal Raúl Soldi
- Lože
- Ponovno odprtje
- Ponovno odprtje